# Anny Duperey
Anny Duperey (ur. 28 czerwca 1947) – francuska aktorka filmowa i telewizyjna.

## Filmografia
seriale
- 1966: Allô police jako Olga
- 1993: Karol Wielki jako królowa Berthe
- 2005: Clara Sheller jako Danièle

film
- 1967: L'Homme qui valait des milliards jako Barbara Novak
- 1979: Z piekła do zwycięstwa jako Fabienne
- 2012: L'Amour dure trois ans jako Matka Marca